# 維吉妮亞·席拉
維吉妮亞·席拉（英語：Virginie Besson-Silla，1972年—），是一名加拿大裔法國電影製片人。她監製了各種不同的電影，包括動作片、浪漫電影、漫畫改編、傳記電影和動畫片。

## 早年生活
席拉出生於加拿大渥太華，父親是塞內加爾外交官，母親是法國物理治療師。她是瑞士男演員文森·培瑞茲的嫂子，妹妹卡琳·席拉是一名女演員和作家。她2004年與盧·貝松結婚，育有3個孩子。

## 作品
- 《Yamakasi（英语：Yamakasi (film)）》（2001年）
- 《天使的肌膚（英语：Once Upon an Angel）》（2002年）
- 《複製閃靈嬌妻（英语：À ton image）》（2004年）
- 《玩命左輪》（2005年）
- 《愛情大災難（英语：Love and Other Disasters）》（2006年）
- 《愛的機密》（2007年）
- 《諜戰巴黎》（2010年）
- 《神鬼驚奇：古生物復活》（2010年）
- 《昂山素姬》（2011年）
- 《機械心》（2012年）
- 《特務殺很大》（2014年）
- 《露西》（2014年）
- 《星際特工瓦雷諾：千星之城》（2017年）
- 《媽的多重宇宙》（2022年）
- 《狗神》（2023年）
- 《台北追緝令》（2024年）

## 外部連結
- 維吉妮亞·席拉在互联网电影资料库（IMDb）上的資料（英文）